# Dexia orphne
Dexia orphne är en tvåvingeart som beskrevs av Charles Howard Curran 1927. Dexia orphne ingår i släktet Dexia och familjen parasitflugor.
Artens utbredningsområde är Kenya. Inga underarter finns listade i Catalogue of Life.